# Le Jeu du chat et de la souris
Le Jeu du chat et de la souris (窮鼠はチーズの夢を見る, Kyūso wa chīzu no yume o miru) de Setona Mizushiro, est un manga Yaoi prépublié dans le défunt mensuel Judy et sorti janvier 2006 (tome 1) au Japon et en juillet 2007 en France. Un tome 2 est sorti plusieurs années après, en mai 2009 au Japon et en novembre 2009 en France.

## Synopsis
D'une nature à se laisser facilement convaincre par les femmes, Kyoichi doit prendre ses responsabilités lorsque sa femme engage un détective privé pour le surveiller. Il se retrouve alors face à cet homme qui met à jour ses adultères et n'est autre qu'Imagase, un ancien ami de faculté.
Celui-ci est depuis toujours amoureux de Kyoichi et est bien décidé à le faire chanter tant qu'il a des cartes en main.
Imagase demande donc un simple baiser en échange de son silence ; un simple baiser qui va mener à plus…

## Adaptation en film
Le manga a été adapté en film au Japon en 2020. Le film est réalisé par Isao Yukisada et met en scène les acteurs Noriko Kijima et Ryo Narita.

## Sortie française
Le manga sort préalablement sous la forme d'un one-shot, puis à la suite de la sortie du tome 2 au Japon, sous forme de deux tomes simples. Il existe également une édition en coffret, et une édition intégrale en tome double. Le manga a eu du succès en France, contribuant directement à la popularisation du "yaoi" (ou Boys Love) à la fin des années 2000. Le premier tome a remporté le prix du meilleur one-shot 2008 par les lecteurs du magazine Animeland et le prix du meilleur Moriawase de l'année 2008 aux Japan Expo Awards. À la suite de la sortie de ce manga l'éditeur Asuka créée une collection portée sur la publication de manga yaoi.